# Nina Mercedez
Mariza Villareal (Corpus Christi, Texas; 10 de noviembre de 1979), conocida como Nina Mercedez, es una ex actriz pornográfica estadounidense.

## Biografía
Nace en noviembre de 1979 en Corpus Christi, Texas. Como muchas modelos, ella menciona que no era nada popular ni atractiva cuando era adolescente (apareció en un segmento del programa de Jenny Jones titulado «From Geek To Chic» —De la simpleza a la elegancia— y la contrastaron «antes y después»). Se salió de la escuela y se ocupó en una variedad de trabajos, en empresas como Denny's, OfficeMax, y Barnes & Noble.

## Carrera en la industria para adultos

### Inicios
Llegó a ser camarera; trabajó como modelo de baño para Budweiser y fue chica del Calendario Tejano. Contestando un anuncio en el periódico, empezó a trabajar de "striper" en un club llamado Heartbreakers.

### Bailarina y modelo
Después de algunos años trabajando como bailarina, a los 21 años fue fotografiada para la edición de junio de 2000 de Penthouse. Alrededor de ese tiempo, empezó también a participar en desfiles nudistas. A los 22 años, su apariencia y figura impresionantes le empezaron a dar muchos títulos, incluyendo «Miss Nude North America» y «Miss Nude International» en 2001, «Exotic Dancer/Entertainer of the Year» en 2002, y «Miss Nude Universe» en 2003.
Casi inmediatamente después de llegar a ser elegida «Miss Nude Universe», Mercedez firmó un contrato de exclusividad con Vivid Entertainment.

### Actriz porno
Inició su carrera pornográfica en 2003 a la edad de 24 años. Su primera escena en una película adulta fue en ese mismo año con Mario Rossi en So I Married A Pornstar.
En enero de 2006 en entrevista con AVN.com anunció que no renovaría su contrato con Vivid Entertainment. Desde entonces es agente libre, representada por LA Direct Models bajo el nombre Nina Mercedez. En 2006, también rediseñó su sitio web y comenzó a incluir en el contenido vídeo hardcore con artistas masculinos.
En 2011 se estrenó la película Popular Demand, en la cual practicó la doble penetración por primera vez en su carrera.
En 2012 apareció en videos musicales como Hit the Floor y Right Here Right Now. En junio de 2013 lanzó su propia línea de prendas de vestir y trajes de baño llamada LA Scorpia; también es dueña de la página CosplayStars.com, que incluye fotos de ella y otras actrices pornográficas disfrazándose en convenciones de cómics, como Wizard-World Comic-Con. A inicios de 2014 se retira del mundo pornográfico.

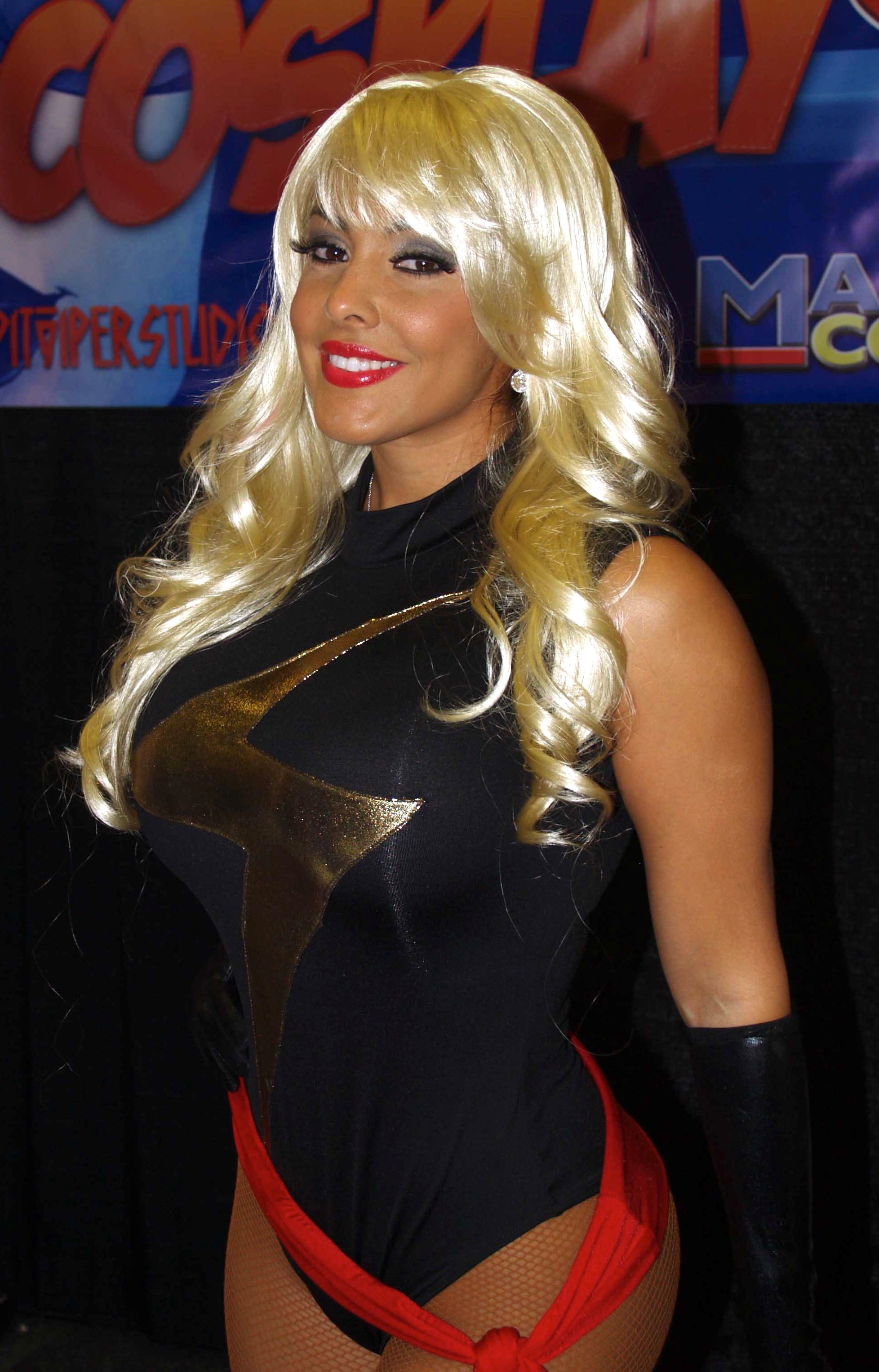
Nina Mercedez Utilizando un traje de superhéroe

## Premios
- 2001: Miss Nude North America
- 2001: Miss Nude International
- 2002: Adult Nightclub & Exotic Dancer Award winner - Exotic Dancer/Entertainer of the Year[1]
- 2002: Penthouse Golden G-String Award[1]
- 2003: Miss Nude Universe
- 2004: Adult Nightclub & Exotic Dancer Award winner - Exotic Dancer’s Adult Performer of the Year[1]
- 2006: AVN Award nominee - Best Anal Sex Scene - Film
- 2007: AVN Award nominee - Best Actress - Video
- 2007: F.A.M.E. Award finalist - Hottest Body[2]
- 2008: F.A.M.E. Award finalist - Favorite Breasts[3]
- 2008: AVN Award nominee - Best anal Video
- 2009: AVN Award nominee - Best All-Girl Group Sex Scene
- 2009: AVN Award nominee - Best All-Girl 3-Way Sex Scene
- 2009: Fame Registry winner - Most Luscious Latina[4]
- 2011: Adult Nightclub & Exotic Dancer Awards winner - Miss ExoticDancer.com of the Year[5][6]
- Latina Porn Awards - Performer of the Decade[7]

## Vida privada
Nina conoció al ejecutivo de mercadeo de la industria para adultos Raymond Balboa durante sus días de contrato con las empresas Vivid, y en junio de 2008 se casaron.